# شركة دبي للاستثمار
شركة دبي للاستثمار هي شركة مقرها دبي وهي تابعة لحكومة دبي، تأسست عام 1995. حققت أرباح صافية بقيمة 239 مليون درهم للنصف الأول من عام 2011
وفي العام 2000، تم إدراج دبي للاستثمار في سوق دبي المالي، ولديها 15,949 مساهمًاـ برأس مال قدره 4.25 مليار.
من المجالات التي تساهم فيها شركة دبي للاستثمار: العقارات، الاستثمارات المباشرة، مواد البناء والتشييد، التعليم، الرعاية الصحية، الاستثمارات المالية، تبريد المناطق، تكنولوجيا المعلومات.

## الهوامش
1. ↑  "من نحن (دبي للاستثمار)". 15 يوليو 2023. مؤرشف من الأصل في 2023-01-28.
2. ↑  239 مليون درهم صافي أرباح “دبي للاستثمار” في النصف الأول من 2011 نسخة محفوظة 5 مارس 2016 على موقع واي باك مشين.
3. ↑  ""دبي للاستثمار" تحقق 459 مليون درهم أرباحا صافية في 9 أشهر". العين الإخبارية. 31 أكتوبر 2019. مؤرشف من الأصل في 2020-05-30.
4. ↑  "زكي عابدين: «دبي للاستثمار» تتفاوض على 3 آلاف فدان بالعاصمة الإدارية الجديدة". 20 فبراير 2020. مؤرشف من الأصل في 2020-02-20.
5. ↑  "دبي للاستثمار ش م ع - معلومات مباشر". www.mubasher.info. مؤرشف من الأصل في 2018-09-16.
6. ↑  "WHAT WE DO". 7 سبتمبر 2021. مؤرشف من الأصل في 2021-03-04.